# Лукус Астурум
Лукус Астурум (лат. Lucus Asturum) — римский город, который, предположительно, был расположен на месте нынешнего городка Луго-де-Льянера в провинции Астурия (Испания).
В древнее время входил в состав конвента Asturum провинции Таррагона, а начиная с правления императора Диоклетиана — провинции Галлеция. Лукус Астурум находился на пересечении римских дорог в Астурии, которые связывали его с соседней провинцией Кантабрия и Асторгой . До прихода римлян эту местность населяло племя лугонов.
В VIII веке город был занят арабами. В хронике X века есть указание на то, что в городе существовала каменная крепость, однако археологические данные этого не подтверждают.